# Karl-Schrader-Haus

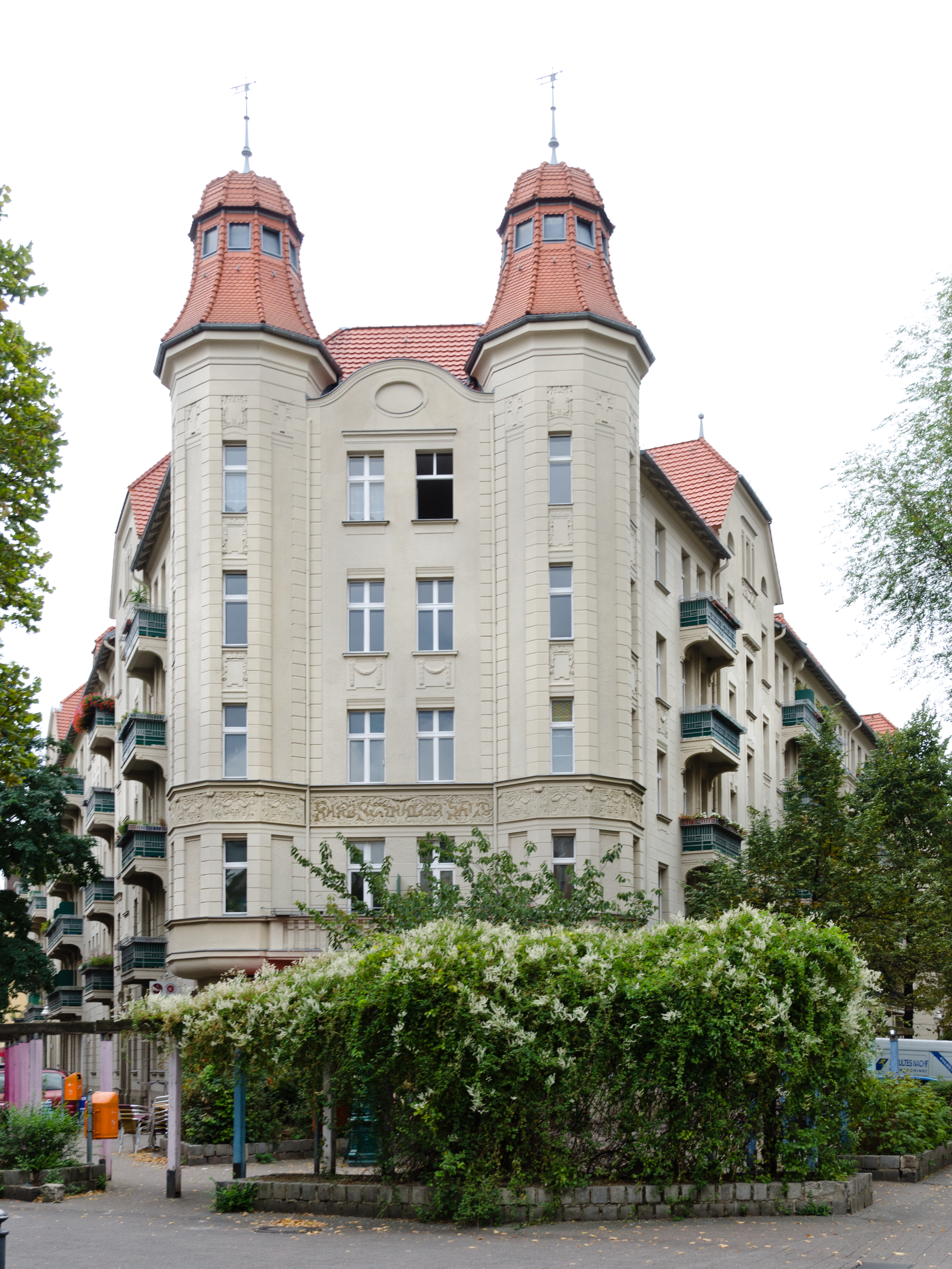
Karl-Schrader-Haus, Frontansicht

Das Karl-Schrader-Haus ist ein denkmalgeschütztes Gebäude im Berliner Ortsteil Wedding. Der 1904–1906 erbaute Eckbau auf dem Grundstück Malplaquetstraße 14–16b Ecke Liebenwalder Straße 35–36a gehört zu den beispielgebenden genossenschaftlichen Reformwohnungsbauten des frühen 20. Jahrhunderts. Es wurde nach Karl Schrader, dem Gründer der Berliner Baugenossenschaft eG (bbg), benannt.

## Geschichte
Die Berliner Baugenossenschaft eG wurde am 16. Mai 1886 mit 28 Genossenschaftsmitgliedern gegründet und ist damit die älteste Wohnungsbaugenossenschaft in Berlin. Sie war gleichzeitig die erste sozial orientierte Baugenossenschaft, die neben der Berliner Baugesellschaft (seit 1848) den Grundstein für die gemeinnützige Wohnungswirtschaft in Berlin legte. Die Genossenschaft baute anfangs Familienhäuser in den Berliner Vororten. Im Herbst 1886 wurde das erste Zweifamilienhaus in Adlershof fertiggestellt, die Mitgliederzahl war auf 58 gestiegen. 1887 wurde das zweite Haus fertiggestellt, 1888 weitere sechs und 1889 achtzehn. Am 1. Januar 1890 zählte die Genossenschaft 652 Mitglieder. Die Häuser waren jedoch für einfache Arbeiterfamilien zu teuer, weshalb dazu übergegangen wurde, in dicht bebauten Quartieren große Wohnanlagen mit preiswerten Arbeiterwohnungen zu errichten. Das Karl-Schrader-Haus war das erste Bauvorhaben dieser Art.

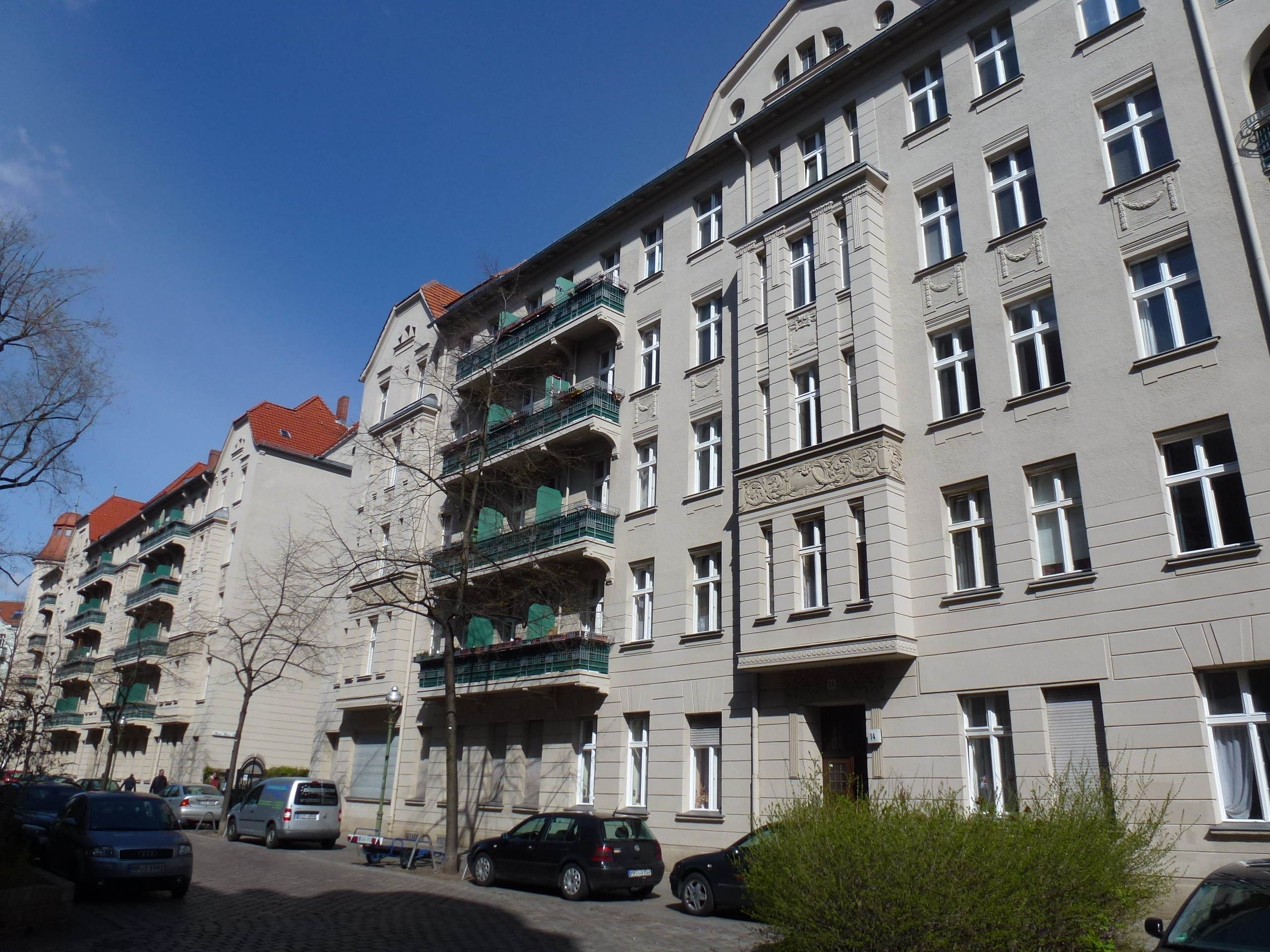
Ansicht von der Malplaquetstraße

Die Wohnanlage wurde von den bedeutenden Jugendstil-Architekten Hugo Sonnenthal und Friedrich Kristeller entworfen. Sie orientiert sich um drei begrünte Innenhöfe. Während die meisten Reformwohnungsbauten dieser Zeit noch am geschlossenen Baublock festhielten, öffnet sich hier der mittlere Hof zur Malplaquetstraße, um mehr Wohnungen mit Licht und Luft zu versorgen. Das Haus umfasste ursprünglich 192 Wohneinheiten mit ein bis drei Zimmern, Küche und Innentoilette, die nach einer komplizierten Grundrisslösung angeordnet waren. Einige Wohnungen verfügten bereits über ein eigenes Bad. Zusätzlich gab es für die Bewohner eine Bibliothek und eine Badeanstalt im Hof der Wohnanlage. Die meisten Wohnungen besitzen einen Balkon und sind vom Hof bis zur Straße durchgesteckt, sodass eine Querlüftung möglich ist.
Die Gliederung der Fassade an der gerundeten Stirnseite erfolgt durch ein mit Jugendstilornamentik und dem Namen Karl Schrader versehenes Schriftband. Die Architekten gestalteten vornehme, repräsentative Fassaden, die nicht erkennen lassen, dass die Wohnungen sehr klein gehalten waren. Mit dem geschmiedeten Gitter des Innenhofs, der Streifenquaderung in den unteren Geschossen, den geschmückten Fenstereinfassungen, Erkern und Balkonen, Zierfeldern und Festons gleicht das Karl-Schrader-Haus herrschaftlichen Wohngebäuden im Berliner Westen. Den hohen gesellschaftlichen Anspruch bezeugen nicht zuletzt die reichen Jugendstilornamente, zum Beispiel stilisierte Masken, Frauenköpfe und Girlanden. Der städtebaulich wirksame Kopfbau an der Straßenkreuzung, flankiert von turmartigen Erkern mit geschwungenen Dachhauben, beherrscht den kleinen dreieckigen Stadtplatz, an dem Amsterdamer Straße, Liebenwalder Straße und Malplaquetstraße aufeinandertreffen.
Im Jahr 1944 wurde das Gebäude teilweise zerstört und 1953 wieder aufgebaut. Im Zuge des Landesmodernisierungsprogramms 1981/82 wurde das Haus in den Jahren 1980–1984 umfassend modernisiert und restauriert. Dabei wurden auch die zerstörten Dachaufsätze der Erker wiederhergestellt. Die Instandsetzung gilt als Beispiel für eine behutsame Stadterneuerung. Eine Büste und eine Tafel im Innenhof erinnern an Karl Schrader und seine Leistungen. Das Karl-Schrader-Haus umfasst heute 166 Wohnungen und drei Gewerbeeinheiten sowie ein Genossenschaftsbüro, eine Waschküche und einen Gemeinschaftssaal. Die Wohnanlage steht unter Denkmalschutz.